# Nieuwe institutionele economie
De nieuwe institutionele economie (NIE) is een economische richting die poogt het begrip economie uit te breiden door zich te richten op de sociale en wettelijke normen en regels die ten grondslag liggen aan economische activiteiten.

## Kort overzicht
De nieuwe institutionele economie heeft als stroming haar wortels in het fundamentele werk van Ronald Coase met betrekking tot de kritische rol van het institutionele kader en transactiekosten op de economische prestaties. Tegenwoordig worden de meeste NIE-analyses echter gebaseerd op een meer complexe verzameling methodologische principes en criteria. Zij gaan nu uit van zowel de gangbare neoklassieke economie als de "oude" institutionele economie, hoewel wetenschappers en auteurs ook oog hebben voor zaken als efficiency en distributie. De term "Nieuwe Institutionele Economie" is geïntroduceerd door Oliver E. Williamson in 1975.
In de moderne NIE-analyses worden vaak verschillende aspecten behandeld. Onder meer de volgende aspecten komen vaak voor: organisatiestructuur, transactiekosten, geloofwaardige overeenkomsten, vormen van bestuur, overtuigende kwaliteiten, sociale normen, ideologische waarden, inzichten in beslissingen, verworven controle, handhavingsmechanismen, specifieke voordelen, kwaliteiten van de werknemers, sociaal kapitaal, ongelijke informatie, strategisch gedrag, beperkte rationaliteit, opportunisme, ongunstige selectie, morele risico's, contractueel vastgelegde beschermingsconstructie, omgevingsonzekerheid, kostencontrole, voordelen van samenwerking, hiërarchische structuren, onderhandelingskracht en zo voort.
Belangrijke wetenschappers op dit gebied zijn Ronald Coase, Douglass North, Oliver E. Williamson, Avner Greiff en Claude Menard. In 1997 richtten zij de International Society for New Institutional Economics (ISNIE) op.

## Institutioneel niveau
Tot op heden is er geen eenduidige, algemeen aanvaarde verzameling van definities ontwikkeld ter beschrijving van NIE. Toch volgen de meeste wetenschappers binnen deze richting de methodologische principes en criteria van Douglass North en zijn scheiding tussen instituten en organisaties. Instituten vormen de "regels van het spel", bestaande uit zowel formele wettelijke regels en de informele sociale normen die het individuele gedrag en maatschappelijke sociale interactie bepalen (institutioneel kader).
Organisaties daarentegen zijn groepen personen en de bestuurlijke voorzieningen die zij treffen om hun teamacties met die van andere teams/organisaties te coördineren. Voorbeelden van organisaties zijn bedrijven, universiteiten, clubs, verenigingen, vakbonden, zelfhulpgroepen en dergelijke.
Aangezien sommige institutionele kaders altijd "genesteld" zijn binnen andere bredere institutionele kaders, is het aangegeven onderscheid in de praktijk vaak vaag. Een voorbeeld hiervan zijn de universiteit en een faculteit van een universiteit. Als de faculteit gezien worden als deel van de universiteit is zij een - deel van een - instituut. Gaat het echter om het dagelijks handelen van de faculteit, met haar eigen formele en informele regels, dan is zij een organisatie.
Aangezien de nieuwe institutionele economie een tamelijk recente stroming is wordt zij ook vaak voor moderne ontwikkelingen gebruikt, zoals de duurzame ontwikkeling.

## Beperkte bibliografie (Engels)
- Alston, L. J. (2008). "new institutional economics," The New Palgrave Dictionary of Economics, 2nd Edition. Abstract.
- Eggertsson, T. (2005). "Imperfect Institutions. Opportunities and Limits of Reform". University of Michigan Press.
- Menard, Cl. (Ed.) (2004), "The International Library of the New Institutional Economics" (7 vols.). Edwar Elgar, Cheltenham.
- Menard C. and Shirley, M. (eds.) (2005). "Handbook of New Institutional Economics". Edwar Elgar, Cheltenham.
- North, Douglass C. (1993 working paper). "New Institutional Economics and Development".
- North, Douglass C. (1997). "Understanding Economic Change", in Transforming Post-Communist Political Economies, Joan M. Nelson, Charles Tilly and Lee Walker, eds., Washington D. C.: National Academy Press. pp. 13–18.
- North, D.C. (2005). "Understanding the Process of Institutional Change". Princeton University Press.
- Furubotn, E.G. and Richter, R. (2005). "Institutions and Economic Theory: The Contribution of the New Institutional Economics (Economics, Cognition, and Society)." University of Michigan Press, Ann Arbor.
- Toboso, F. (2001). "Institutional Individualism and Institutional Change: the Search For a Middle Way Mode of Explanation", Cambridge Journal of Economics, vol. 25, n.6, November, pp. 765–784.
- Toboso, F. and Arias, X.C. (eds.) (2006). "Organizing Governments and Markets. Some Case Studies from a NIE Perpective". PUV-Universitat de València, (Edited jointly with the Universidad de Vigo). (Spaanstalig))
- Oliver E. Williamson (September, 2000). "The New Institutional Economics: Taking Stock, Looking Ahead" Journal of Economic Literature, vol. 38, pp. 595–613.